# 薩根托伯爾巴赫河
47°24′22″N 8°35′45″E / 47.40620°N 8.59580°E

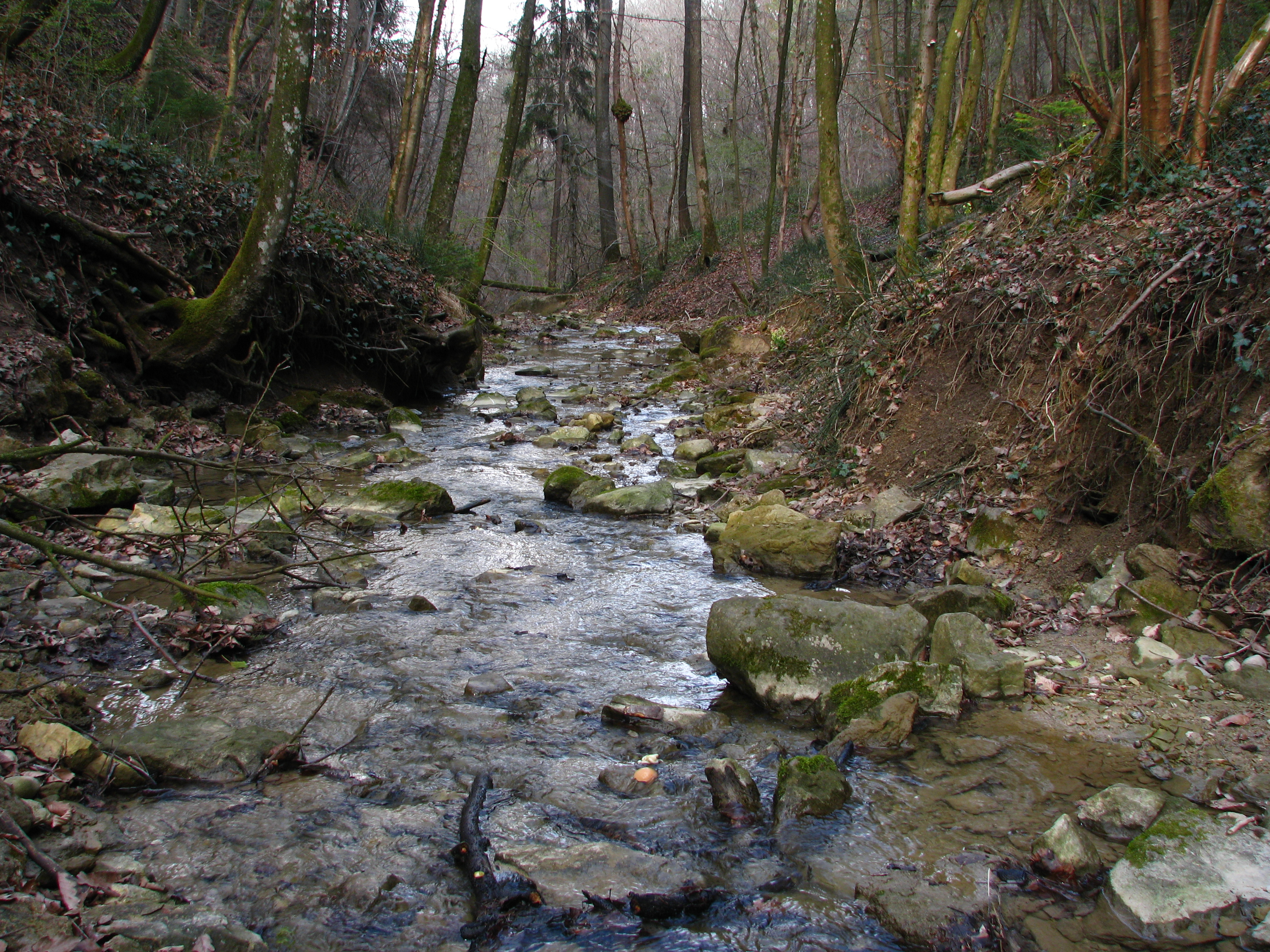

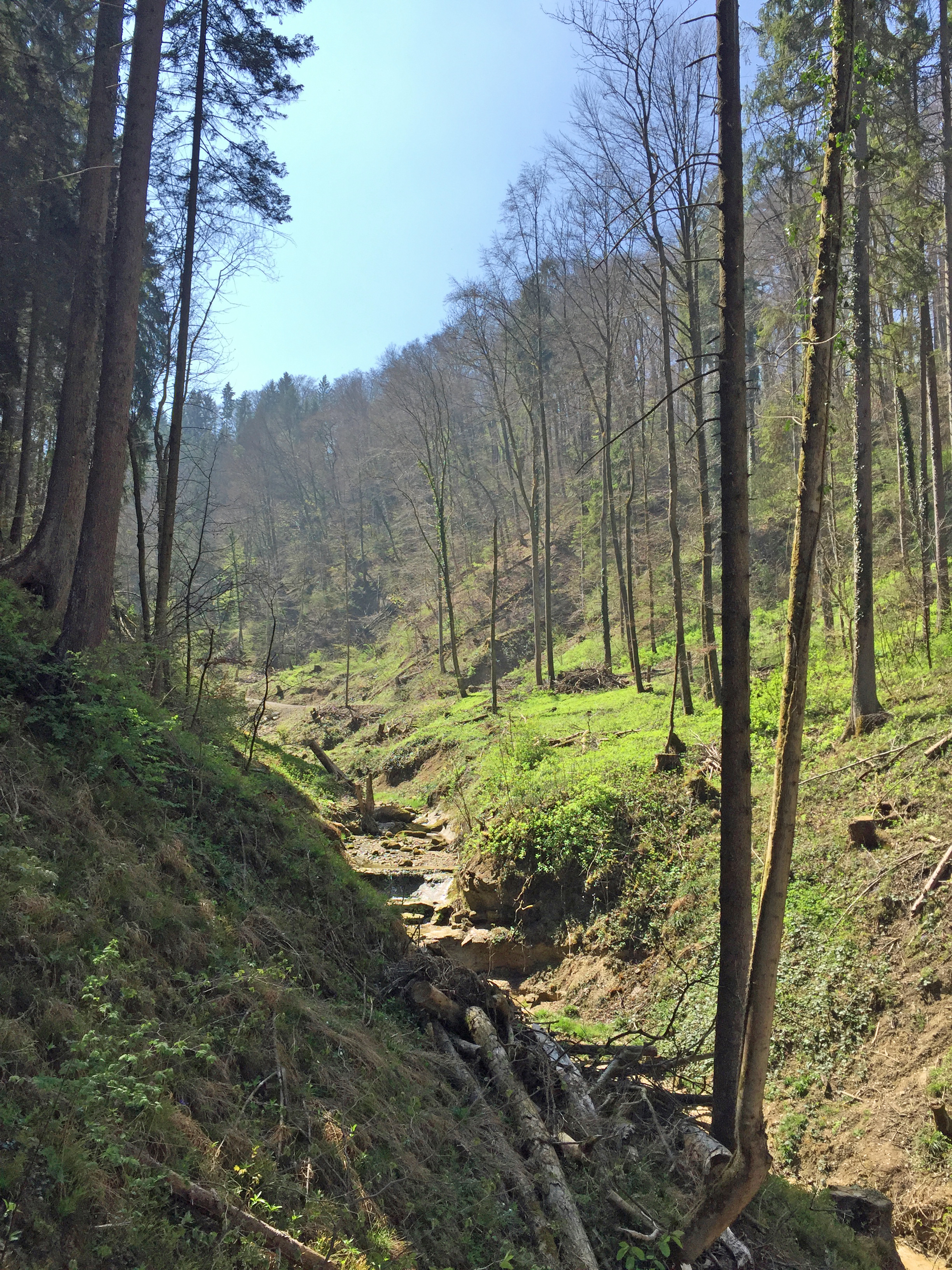

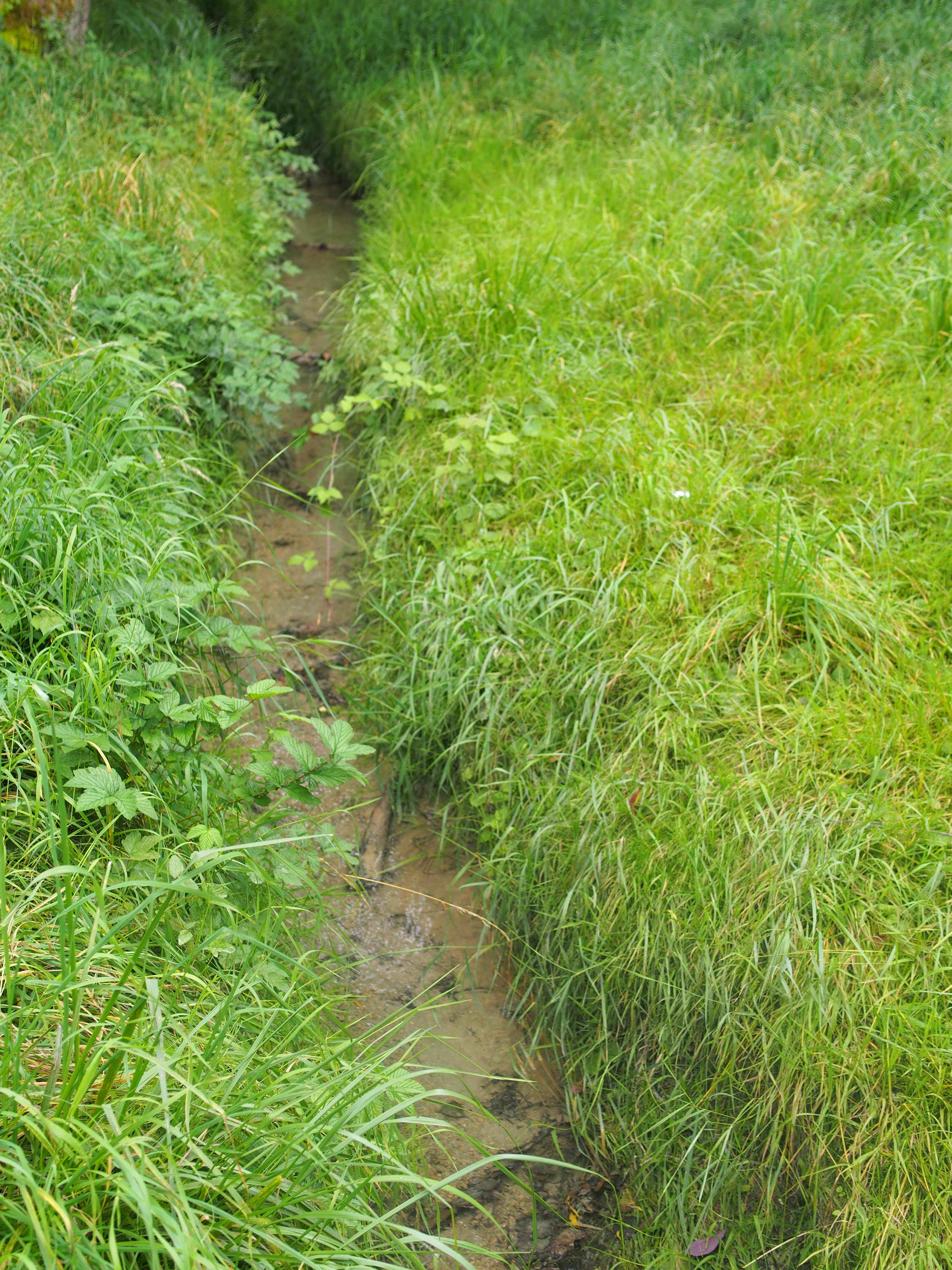

薩根托伯爾巴赫河是瑞士的河流，位於該國北部，流經蘇黎世州，屬於格拉特河的左支流，河道全長5.6公里，流域面積2.7平方公里，發源自阿德利斯貝格山，最終注入迪本多夫。